# Magnusiomyces tetrasperma
Magnusiomyces tetrasperma är en svampart som först beskrevs av Macy & M.W. Mill., och fick sitt nu gällande namn av de Hoog & M.T. Sm. 2004. Magnusiomyces tetrasperma ingår i släktet Magnusiomyces och familjen Dipodascaceae.   Inga underarter finns listade i Catalogue of Life.